# Kingman (Arizona)
Kingman é uma cidade localizada no estado americano do Arizona, no condado de Mohave, do qual é sede. Foi incorporada em 1952.

## História
Kingman foi o campo de extermínio dos grandes bombardeiros da Segunda Guerra. Na pequena cidade de Kingman, no deserto de Mojave, Arizona, há um aeroporto que foi palco do fim de grande parte dos bombardeiros que massacraram os países do Eixo na Segunda Guerra Mundial. Tão logo a Segunda Guerra terminou na Europa, em 8 de maio de 1945, milhares de aeronaves militares retornaram aos Estados Unidos. A essas se somaram outras milhares vindas do Teatro de Operações do Pacífico, depois da vitória sobre o Japão.
A Reconstrution Finance Corporation, uma agência estatal americana, criou cinco grandes campos para estocar, vender ou sucatear aeronaves militares excedentes da Força Aérea do Exército Americano: Walnut Ridge, no Arkansas, Albuquerque, no Novo México, Altus, em Oklahoma, Ontario, na Califórnia, e Kingman, no Arizona. Um sexto campo, em Clinton, Oklahoma, armazenava aeronaves da Marinha e do Corpo de Fuzileiros Navais.
Kingman tinha sido criado originalmente como campo de treinamento de tiro durante a guerra, mas tal atividade foi suprimida com o fim das hostilidades, no final de 1945, e tornou-se o maior depósito de aeronaves excedentes de guerra nessa época
Muitas aeronaves saíram diretamente da linha de produção para o deserto, e nunca chegaram a ser utilizadas pelas forças armadas. Em novembro de 1945, o número de aeronaves militares americanas consideradas excedentes ("sobras de guerra") chegava ao total de 117.210 aviões.
Entre 1945 e 1946, um número entre 10 e 11 mil aviões, aproximadamente, voaram para Kingman, para venda. Entre esses aviões, estavam 100 dos 118 bombardeiros pesados Consolidated B-32 Dominator fabricados, a maioria vinda diretamente da linha de produção. Os preços pedidos para essas aeronaves eram, em média, US$ 450,00 para um BT-13, US$ 1.250,00 para um P-38 Lightning, US$ 1.500,00 para um T-6, US$ 3.500,0o para um P-51 Mustang e US$ 13.750,00 para um B-17 ou B-24. Infelizmente, as aeronaves armazenadas em Kingman tinham pouca utilidade para uso civil. Os aviões de treinamento, como os BT-13 e os T-6, e os caças P-51 foram vendidos para instrução civil, exibições de acrobacia ou corridas aéreas, mas os grandes bombardeiros permaneceram sem compradores, a exceção de alguns, aproveitados como "bombeiros aéreos" para apagar incêndios florestais no Oeste americano.
Finalmente, em 1947, considerando o custo de manutenção de uma frota tão grande de aeronaves paradas, o Governo Americano resolveu vender todas os aviões remanescentes em Kingman, um total de 5.437 aeronaves para um negociante de sucata de Jefferson City, Missouri, Martin Vunderlich, por US$ 2.780.000,00. Eram 2.567 B-24 Liberator, 1.832 B-17 Flying Fortress, 678 P-38 Lightning, 37 B-29 Superfortress, e dezenas de A-26 Invader, P-47 Thunderbolt, B-32 Dominator e outros tipos.
Circularam rumorem em Kingman que Vunderlich teria recuperado seu investimento somente com a venda dos milhares de galões de combustível drenados dos tanques das aeronaves estocadas. Somente os motores com menos de 200 horas de operação foram removidos e vendidos no mercado de reposição, e todas as aeronaves foram totalmente desmanchadas e transformadas em sucata no próprio local. Em pouco tempo, o aeroporto de Kingman estava totalmente deserto, sem vestígios da enorme frota. Nada restou dos B-32 Dominator, do qual nenhum exemplar inteiro foi preservado.
Em 1949, o aeroporto de Kingman foi entregue para uso civil, operando principalmente aviação geral e apenas uma linha aérea regular. Como que relembrando seu passado, ainda serve de palco para o armazenamento e desmonte de algumas aeronaves comerciais retiradas de serviço. Um museu histórico preserva artefatos e fotos da época do extermínio dos aviões da Segunda Guerra.

## Geografia
De acordo com o United States Census Bureau, a cidade tem uma área de 90,2 km², onde todos os 90,2 km² estão cobertos por terra.

### Localidades na vizinhança
O diagrama seguinte representa as localidades num raio de 56 km ao redor de Kingman.

## Demografia
Segundo o censo nacional de 2010, a sua população é de 28 068 habitantes e sua densidade populacional é de 311,2 hab/km². Possui 12 724 residências, que resulta em uma densidade de 141,1 residências/km².

## Galeria de imagens

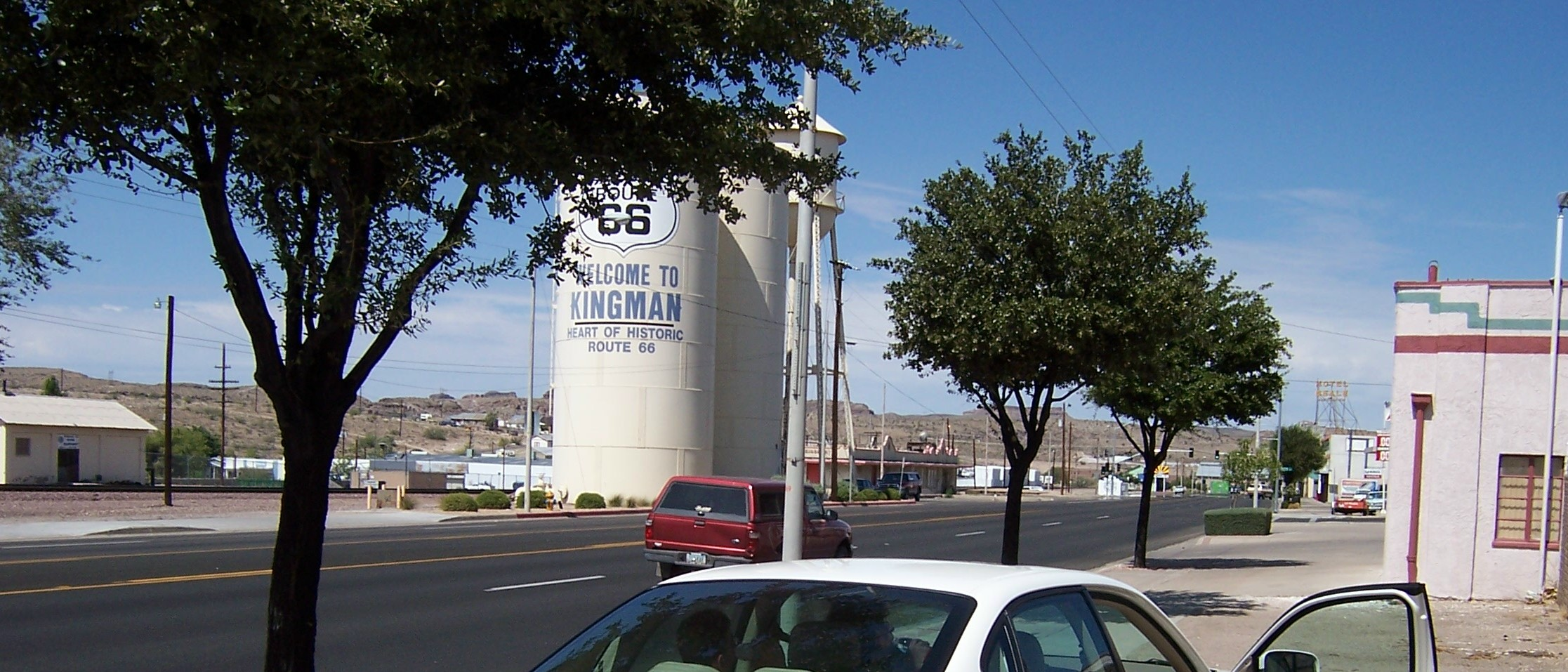
Torre de água na Rota 66.
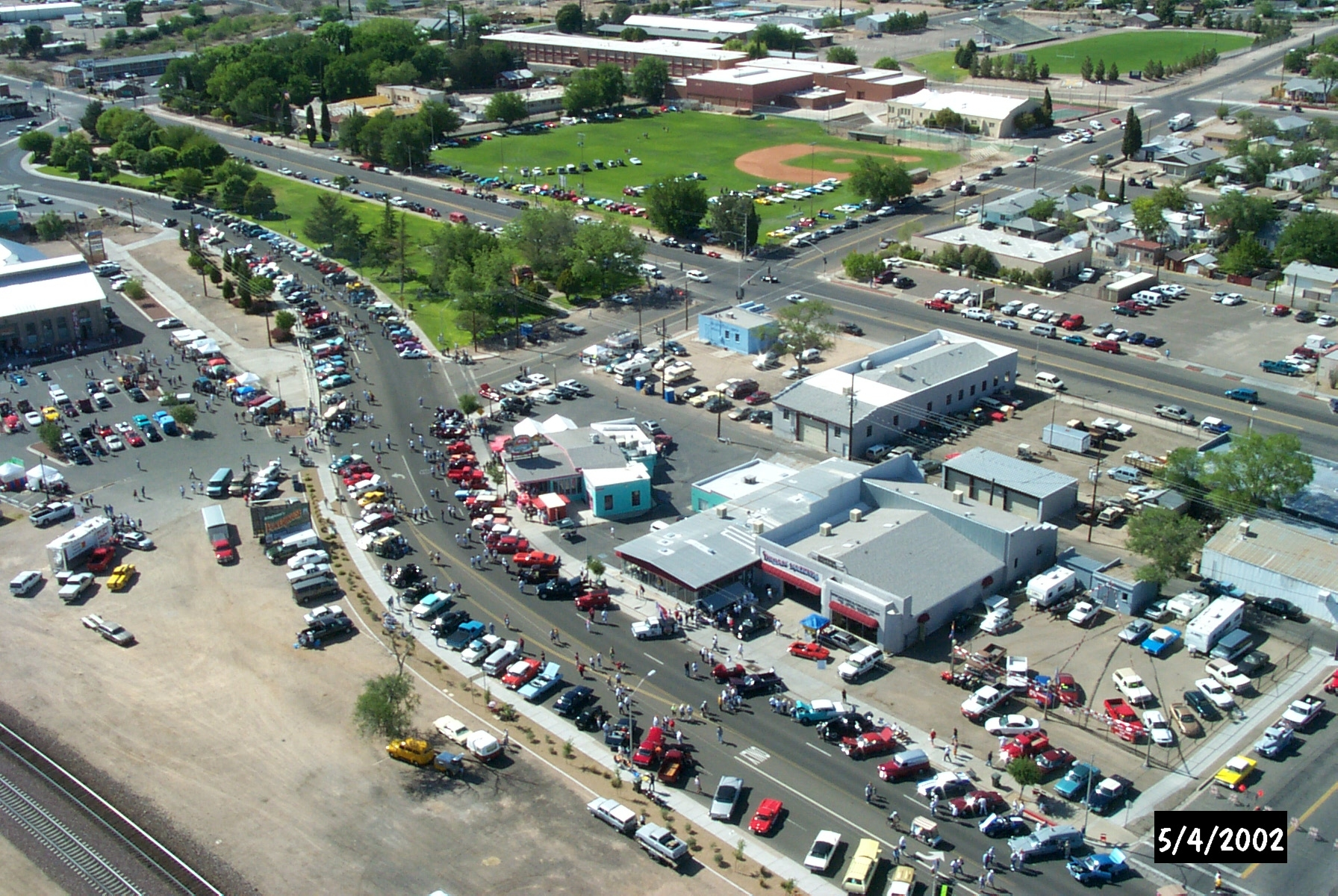